# ドン・ソーンラビアブ
ドン・ソーンラビアブ（タイ語: ดอน สอนระเบียบ、英語: Don Sornrabiab、1949年6月27日 - ）は、タイの男性歌手・元俳優。本名ウドーン・ソーンラビアブ（タイ語: อุดร สอนระเบียบ）。
タイ・バンコクに生まれる。バンドのドラマーとしてプロ活動を開始、歌手としても活躍した。バンド解散後は、ソロ活動をスタートし、歌手および俳優として国民的人気を得る。その後は、歌手活動に重点を置き数々のヒット曲を飛ばした。ところが、1996年に昏睡状態となり入院、脳梗塞であることがわかった。2 - 3か月の療養を経て歌手活動を再開するが、2003年9月16日に脳内出血で倒れ再び入院、後遺症として左半身に麻痺が残り、左手足がまったく動かくなる不運に見舞われた。精神的にも無気力、ほとんど寝たきりの状態に陥るが、家族らに支えられながら懸命なリハビリを続けている。